# كاشيهارا (نارا)
مدينة كاشيهارا (بالإنجليزية: Kashihara)‏ هي أحد المدن التابعة لمحافظة نارا. تأسست رسميًا في 11/02/1956. ويقدر عدد سكانها بـ 124679 نسمة حسب تقدير مكتب الإحصاء الياباني لعام 2012. تبلغ مساحة كاشيهارا 39.52 كم2. بكثافة سكانية تبلغ 3155 نسمة/كم2.

## أعلام
- كازوماسا يوشيدا
- الإمبراطور أنكان
- تاسوكو هيراوكا
- الإمبراطور جينمو
- دايسوكي ميورا
- مانابو مينامي